# カトリーヌ・ラブレ
カトリーヌ・ラブレ（Catherine Labouré 1806年5月2日 - 1876年12月31日）は、フランスの聖ビンセンシオ・ア・パウロの愛徳姉妹会の修道女、カトリック教会の聖人。

## 生涯
ラブレはブルゴーニュ地方ディジョン付近のファン・レ・ムティエという農村で11人兄弟の2番目の娘として生まれた。9歳のころに母を失い、12歳のころに姉が修道女となったため、家では母親の代わりとなった。カトリーヌは父に修道女になりたいと願ったが拒絶された。
カトリーヌが18歳のころ、不思議な夢を見る。夢の中に司祭が現れ、「あなたはいつか、私を見つけるだろう。神はあなたのために一つの計画を持っている」と告げた。後に彼女は所属するであろう聖ビンセンシオ・ア・パウロの愛徳姉妹会の創設者、ヴァンサン・ド・ポールであることを知る。
1830年1月、愛徳姉妹会に入会、同年7月18日夜、修練女になったラブレは子供に起こされ聖堂に行くと、祭壇上に聖母マリアが出現され、自分を型どったメダイ（カトリック教会の信心具）を作るように命じられた。翌1831年、修道女となり、修道生活を送りながら福祉活動を献身に取り組み、聖母出現のことを決して語らず、1876年、帰天。1947年、ローマ教皇ピウス12世によって列聖された。列聖調査の際、墓から掘り起こされた遺骸は腐敗を免れ生前の姿を保ち、現在は聖母出現に立ち会った聖堂に安置されている。